# ブラック・サンデー (映画)
『ブラック・サンデー』（Black Sunday）は、1977年制作のアメリカ映画。トマス・ハリスの同名小説の映画化作品である。

## 概要
1970年代のアメリカ。軍人としてベトナム戦争で戦った男・ランダ―が祖国に裏切られた復讐からアラブのテロリストと手を結び、国内での数万人規模の大量殺戮に着手。テロリスト暗殺を仕事とするイスラエル諜報特務庁の殺し屋、カバコフ少佐はアメリカ国内でのテロ行為により市民感情がイスラエル支持から離れるのを防ぐために、海を渡り大義のない死闘を繰り広げることになる。
ブラック・サンデーのブラックとは、復讐者のランダーが手を組む実在のパレスチナ系過激派組織「黒い九月」をさし、当時アメリカ国内でのテロ活動がされていない時期に、来たるべき恐怖を予見している。また、サンデーとは休日のテレビに映らない社会の影となった人間たちの怨念を表している。

## ストーリー
コマーシャル用飛行船のパイロットであるマイケル・ランダーは、ベトナム戦争で従軍した際に捕虜となり、長年に渡る尋問と屈辱の境遇で精神的に切り刻まれてしまった。何とか解放され帰国した彼を祖国で待っていたのは、厳しい軍法会議と妻の裏切り、世間の冷たい視線だった。
祖国にも妻にも裏切られた事実に静かな怒りを燃やすと共に自殺願望を持つに至った彼が思いついたのは、アメリカ最大の娯楽であるフットボールの最高峰、スーパーボウルの観客を皆殺しするにことだった。すり鉢型の観客席の上空を飛ぶコマーシャル用の飛行船を操船するランダーは、船の下部に船底型に成型したプラスチック爆弾を取り付けて爆発させると共に、その威力で爆弾の外側に埋め込んだ22万のライフルダーツ（フレシェット弾）を隙間なく客席へ飛来させ、同時にアメリカ大統領を含む数万のスーパーボウル観客の人体を破壊するアイデアを着想する。
しかし国内で強い爆発力を持つプラスチック爆弾を入手するのは困難であり、伝手を辿ったランダーが実行したのは、恋仲となっていたダリア・イヤッドが工作員を務めるパレスチナ過激派「黒い九月」の指導者への協力要請だった。ランダーの計画に加担することでパレスチナ難民の存在をアピールするとともに、イスラエルを支援するアメリカに罰を与えることが出来ると考えた黒い九月は協力を決め、ランダーはダリアら黒い九月と共にスーパーボウル攻撃の準備を進める。
そんな折、モサド工作員のカバコフ少佐はベイルートにある黒い九月のセーフハウスを急襲した最中、シャワーを浴びていたダリアに遭遇する。丸腰で裸のダリアを見たカバコフは彼女を逃がし、セーフハウス内の黒い九月のメンバー掃討を優先した。掃討終了後、カバコフはテロ攻撃後に公表されるはずだったダリアの録音メッセージを発見。このメッセージからアメリカ国内でのテロ活動を察知したカバコフは、テロを阻止するべく正体不明の影を追ってアメリカに渡る。

## キャスト
- ロバート・ショウ：デイヴィッド・カバコフ
- ブルース・ダーン：マイケル・J・ランダー
- マルト・ケラー：ダリア・イヤッド
- フリッツ・ウィーヴァー：サム・コーリー
- スティーヴン・キーツ：ロバート
- クライド・クサツ：オガワ

## 日本公開
日本では、1977年7月30日から劇場公開の予定だったが、上映中止を求める脅迫状が届いた。脅迫状は葉書にペンで「ジェット・ローラー・コースターの上映を即刻中止せよ」、「無視されれば対抗手段としてテロなどの実力行使をもってする以外にはない」と書かれており、東京の神田郵便局管内から21日に投函されていた。宛先は配給元のCIC関西支社と東京都内の有楽座、渋谷東宝会館、新宿プラザ劇場の3つの映画館で、差出人はそれぞれ「京大C線」、「大谷大学京都C線」、「愛工大C線」となっていたが、いずれも実体のないグループ名だった。
警視庁の調べでは、脅迫状には「関係各機関からの自粛の訴えを黙視したことは絶対に許せない」との文面があったが、『ジェット・ローラー・コースター』にはそのような訴えはなく、本作の7月初旬の試写会の後、中東諸国の駐日大使から「内容が偏向しているため、上映を中止して欲しい」と要望があったことが判明し、犯人が作品名を誤認したものと考えられた。しかし、東宝系の映画館は「万一を考え、やむなく中止」と上映を断念した。その後、ビデオなどは販売されている。なお、『ジェット・ローラー・コースター』は予定通り公開された。
2006年には、DVDの発売を記念した特別試写会が、東京・新宿の明治安田生命ホールで行なわれた。2011年には、第2回「午前十時の映画祭」の上映作品に選ばれ、日本で初めて正式に映画館で上映された。

## 備考
- 2005年に放送されたドラマ『逃亡者 木島丈一郎』（フジテレビ）では、本作に言及するセリフがある。

- 1991年に発表されたトム・クランシーの『恐怖の総和』において、スーパーボウル開催中のスタジアムでのテロというアイデアに登場人物が言及するシーンがある。